# جورج هاريس (لاعب كرة قدم)
جورج هاريس (بالإنجليزية: George Harris)‏ (1 يناير 1877 في المملكة المتحدة - ) هو لاعب كرة قدم بريطاني (وحمل سابقاً جنسية المملكة المتحدة لبريطانيا العظمى وأيرلندا) في مركز الهجوم. لعب مع ستوك سيتي ونادي ريدنغ ونادي ساوثهامبتون.